# إدموند سيدل
إدموند سيدل (بالإنجليزية: Edmund Seidel)‏ هو سياسي أمريكي، ولد في 10 يوليو 1878. انتخب عضو مجلس ولاية نيويورك.